# Torrent dels Rentadors
El torrent dels Rentadors és un torrent d'Osona, que neix a la font de Matagalls i desemboca a la riera de Sant Segimon.